# 929
| [ Edytuj tabelę ]              |                                                                  |
| Król Anglii                    | - 924 Athelstan 939                                              |
| Hrabia Aragonii                | - 922 Andregota Galíndez 972                                     |
| Hrabia Aragonii i król Nawarry | - 926 Garcia I 970                                               |
| Hrabia Barcelony               | - 911 Sunyer I 947                                               |
| Książę Bawarii                 | - 907 Arnulf 937                                                 |
| Książę Burgundii               | - 923 Hugo Czarny 952                                            |
| Cesarz Bizancjum               | - 913 Konstantyn VII Porfirogeneta 959 - 919 Roman I Lekapen 944 |
| Car Bułgarii                   | - 927 Piotr I 969                                                |
| Cesarz Chin                    | - 926 Li Siyuan 933                                              |
| Książę Czech                   | - 921 Wacław I Święty 935                                        |
| Król Franków zachodnich        | - 923 Rudolf I Burgundzki 936                                    |
| Cesarz Japonii                 | - 897 Daigo 930                                                  |
| Kalif                          | - 908 Al-Muqtadir 932                                            |
| Hrabia Kastylii                | - 923 Ferdinand Gonzalez 970                                     |
| Król Khmerów                   | - 928 Dżajawarman IV 941                                         |
| Wielki książę Kijowa           | - 912 Igor Rurykowicz 945                                        |
| Patriarcha Konstantynopola     | - 928 Tryfon 931                                                 |
| Władca Korei                   | - 918 T’aejo 943                                                 |
| Król Leónu                     | - 925 Alfons IV Mnich 931                                        |
| Król Norwegii                  | - 872 Harald Pięknowłosy 930                                     |
| Papież                         | - 928 Leon VI 929 - 929 Stefan VII (VIII) 931                    |
| Hrabia Portugalii              | - 924 Mendo I i Mumadona Dias 950                                |
| Książę Saksonii                | - 912 Henryk I Ptasznik 936                                      |
| Król Szkocji                   | - 900 Konstantyn II 943                                          |
| Doża Wenecji                   | - 912 Orso II Partecipazio 932                                   |
| Książę Węgier                  | - 907 Zoltán 947                                                 |

Rok 929 / CMXXIX
stulecia: IX wiek ~
X wiek ~
XI wiek

lata: 919 «
924 «
925 «
926 «
927 «
928 «
929
» 930
» 931
» 932
» 933
» 934
» 939

## Wydarzenia
- 16 stycznia – Abd ar-Rahman III został kalifem Kordoby.

- Król niemiecki Henryk I Ptasznik ogłosił swego syna Ottona I następcą tronu.
- Książęta czescy uznali zwierzchnictwo lenne Rzeszy Niemieckiej.
- Henryk I Ptasznik pokonał w bitwie pod Łączynem (wsp. Lenzen) i podporządkował słowiańskie plemiona Redarów i Obodrytów.

## Urodzili się
- At-Ta’i, dwudziesty czwarty kalif dynastii Abbasydów (ok. tego roku, zm. 1003)

## Zmarli
- Al Battani, zw. też Albatenius, astronom arabski